# Isador Mitchell Sheffer
Isador Mitchell Sheffer (Massachusetts, 15 de outubro de 1901 – 20 de abril de 1992) foi um matemático estadunidense, conhecido pela sequência de Sheffer de polinômios. Foi professor de matemática da Universidade Estadual da Pensilvânia.
Obteve um PhD na Universidade Harvard em 1927, orientado por George David Birkhoff.